# Chrétien de Lannoy

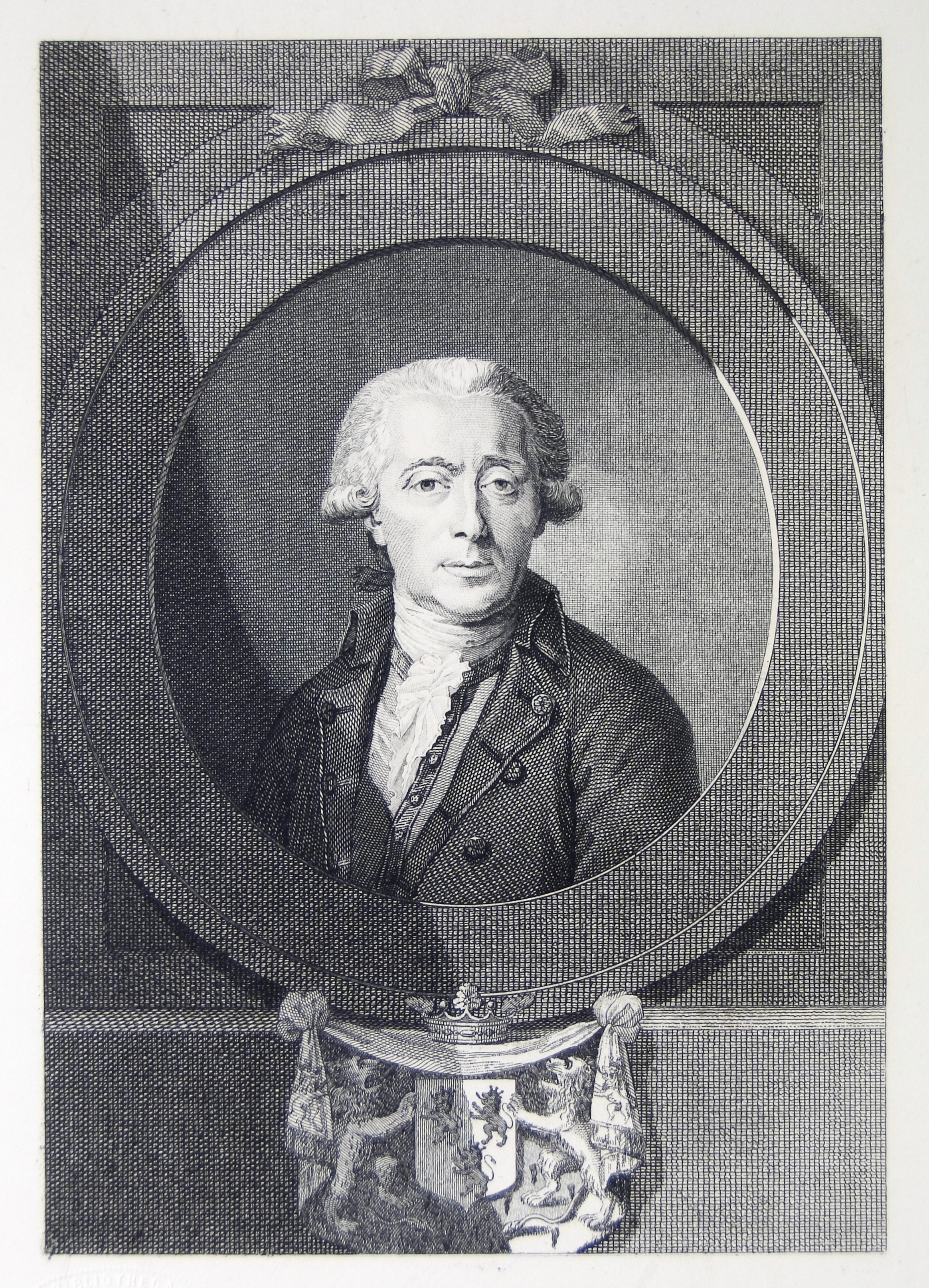
Chrétien de Lannoy

Chrétien Joseph Grégoire Ernest of Chretien Louis de Lannoy de la Motterie (Brussel, 31 maart 1731 - 26 maart 1822) was een telg uit een Brabantse adellijke familie.

## Familieproblemen
Lannoy behoorde tot de oude adellijke familie Lannoy van wie de adelbrieven opklommen tot in de zestiende eeuw. Hij was een zoon van graaf Eugène de Lannoy et de la Motterie (1685-1755) en van Lambertine du Faing († 1786), gravin van Hasselt. Zijn familie werd beschreven als een 'famille déchue et ruinée par les folles dépenses de ses ancêtres'.
Nadat zijn vader in 1755 was overleden, boden zich 83 schuldeisers aan bij de erfgenaam Chrétien, voor een totaal bedrag van 44.500 pond Vlaams. De weduwe deed afstand van de deficitaire erfenis en ook Chrétien wilde dit doen. Onder druk van zijn moeder aanvaardde hij toch de successie, onder voorbehoud van inventaris, met andere woorden zonder meer verantwoordelijkheid te nemen dan wat de baten zouden opbrengen. De schuldeisers bekwamen trouwens van de Grote Raad van Mechelen de eigendom van de familie in Brussel en zijn inboedel openbaar te mogen veilen. Hierbij bevond zich de halsketen van ridder van het Gulden Vlies. Dit ereteken verkopen werd algemeen als een grote oneer beschouwd. Op vier jaar tijd konden ongeveer alle schulden worden terugbetaald, maar was Chrétien de Lannoy inmiddels failliet.
Om verder te kunnen leven als voorname edelman met grote financiële noden, kon hij, naast toelagen van zijn moeder, enerzijds rekenen op inkomsten van zijn vrouw Marie Catherine Josephe (1743-1794) gravin van Merode en prinses van Rubempré en Everberg, en anderzijds aanzienlijke leningen aangaan.
Pas toen zijn moeder overleed en hij haar uitgestrekte domeinen erfde, kon hij stilaan op adem komen. Hij kon de 20.000 pond Vlaams terugbetalen die hij aan zijn intendant had geleend, maar er ontstond ruzie tussen hen en hij weigerde uiteindelijk terug te betalen. Er volgde een proces, dat echter pas in 1817 tot een vonnis leidde. Lannoy werd natuurlijk veroordeeld tot terugbetaling. Hij had dit zien aankomen en had al heel wat van zijn eigendommen verkocht.

## Levensloop
De voortdurende geldbeslommeringen beletten niet dat Lannoy zijn hele leven als grand seigneur doorbracht.
In zijn jeugd begon hij aan een militaire carrière als kapitein in het regiment van Lotharingen. In het openbare leven werd hij vervolgens:
- lid van de Staten van Brabant en gedeputeerde van deze staat,
- kamerheer van keizerin Maria Theresia en keizer Frans I,
- in 1790: lid van de Verenigde Nederlandse Staten, als voorname instigator van de Brabantse Revolutie.

Tijdens de revolutiejaren verdween hij, maar vanaf het Consulaat was hij weer aanwezig en onder Napoleon I werd hij senator, wat tot gevolg had dat hij in 1808 tot empire-graaf werd verheven. Na de verdwijning van het Franse keizerrijk sloot hij zich ten tijde van het Verenigd Koninkrijk der Nederlanden onmiddellijk aan bij de nieuwe machthebbers en Willem I der Nederlanden bevestigde hem in de heropgerichte erfelijke adel, met de titel van graaf en met benoeming in de Ridderschap van de provincie Zuid-Brabant. Hij werd tevens door de Ridderschap gekozen tot lid van de Provinciale Staten van de Zuid-Brabant.
Lannoy was in 1776, ondanks de kwalijke reputatie over zijn wankel vermogen, kunnen trouwen met de rijke gravin Marie Catherine Josephe van Merode. Ze hadden een enige dochter, Marie Aimée de Lannoy (1774-1826), die achtereenvolgens trouwde met Anne Sigismond van Montmorency-Luxembourg, hertog van Châtillon (1772 - omgekomen op zee, 1799), en met Antoine de Bérenger, Franse pair (1774-1849). Dit betekende het einde van deze familietak Lannoy.